# Ulf Hannerz

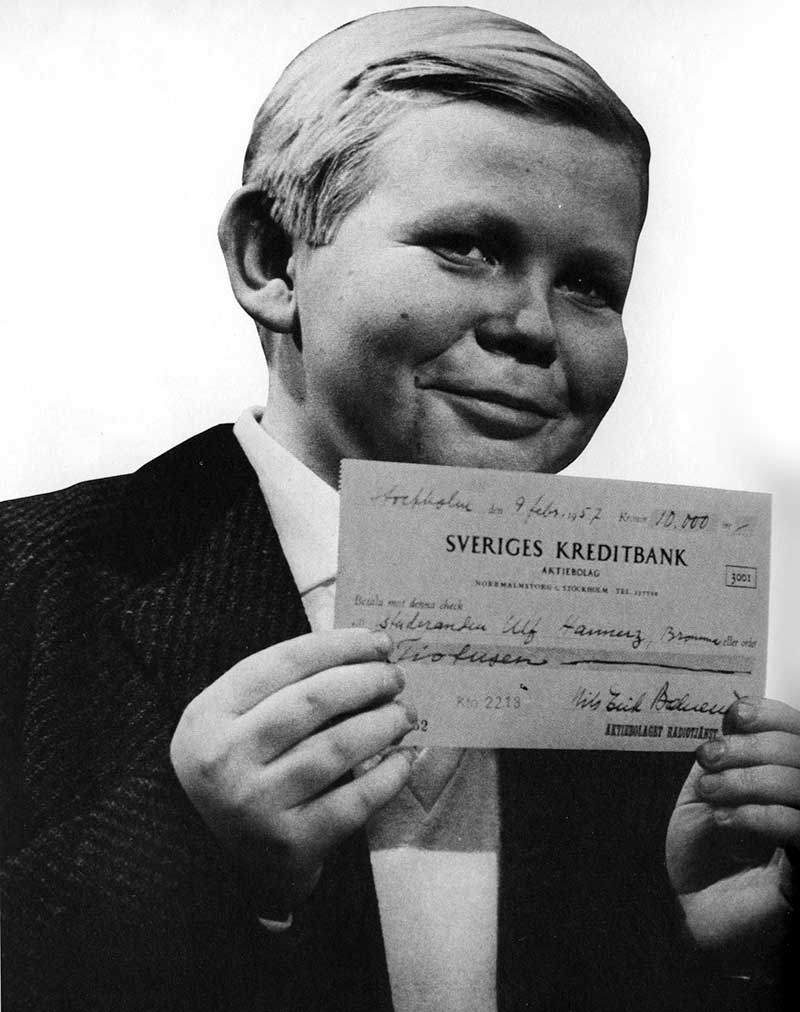
Un giovane Ulf Hannerz ("Lo squalo") vincitore del primo assegno di diecimila del programma televisivo svedese Lascia o Raddoppia (Kvitt elle dubbelt — Tiotusenkronorsfràgan)

Ulf Hannerz (Malmö, 9 giugno 1942) è un antropologo svedese, professore di antropologia sociale all'Università di Stoccolma dal 1981.

## Biografia
Si occupa principalmente di antropologia urbana, studi sui media e sulla globalizzazione. Famosa è la sua definizione di città come "il luogo dove si può trovare una cosa mentre se ne cerca un'altra". Hannerz considera il mondo globalizzato come un prodotto dialettico tra globale e locale, che nelle città vede un momento ed un luogo di rielaborazione e contaminazione culturale. A questo proposito mette in luce come negli ultimi anni sia possibile individuare anche fenomeni etichettabili come "deglobalizzazione".
Ha condotto ricerche negli Stati Uniti, in Africa e nei Caraibi, ma anche a Gerusalemme, Johannesburg e Tokyo. Ha partecipato a convegni nelle principali Università europee, statunitensi, asiatiche e australiane e ottenuto la cattedra all'European Association of Social Anthropologists (EASA).

## Macroantropologia della cultura[1]
Dallo stesso ambito di studi (dell'antropologo indiano Arjun Appadurai) muove il lavoro teorico di Ulf Hannerz (1992) orientato alla costruzione di una macroantropologia della cultura, attraverso l'elaborazione di un complesso di categorie multidimensionali: dal piano individuale alle diverse scale di società (tradizionali/complesse), fino alle configurazioni globali. Anche per Hannerz (così come per Appadurai) la dimensione fondamentale e l'unita di analisi della globalizzazione è quella della circolazione di flussi di significato. Per ricostruire un quadro generale del flusso culturale attuale vengono individuati quattro framework (italianizzabile in "cornici organizzative") facilmente distinguibili sulla base del senso comune:
1. La prima è quella della forma di vita, che descrive il processo culturale in scala ridotta, legando il cambiamento alle attività quotidiane di produzione e riproduzione (ossia quelle domestiche, di vicinato o, anche, di lavoro, fino a definire una pluralità di stili di vita e consumo culturale); qui entra in gioco la dimensione creativa che investe anche l'individuo come protagonista di scelte;
2. La seconda è quella del mercato, della circolazione delle merci, in cui vengono trasferiti beni e servizi, e insieme a essi anche significati, attese, valori culturali;
3. La terza è quella dello Stato: “forma organizzativa di controllo delle attività all'interno di un territorio, sulla base di un potere concentrato e pubblicamente riconosciuto” (1992, p. 65), identificabile nella nazione con la sua produzione istituzionale di significati e il suo welfare culturale;
4. La quarta è quella dei movimenti, vicini alle forme di vita, perché poco centralizzati e strutturati, tuttavia non si deve sottovalutare il fatto che essi si basano sulla produzione di una coscienza e su cambiamenti di significato, dunque su fattori eminentemente culturali.

Questa schematizzazione, per Hannerz, rappresenta i referenti di base che, interagendo, determinano il processo culturale contemporaneo. 
(Hannerz, 1992, p.63)

### Ecumene globale
Per rappresentare questa condizione e definire la nuova determinazione dello spazio contemporaneo Hannerz si rifà a Igor Kopytoff che definiva l’Ecumente come una “regione di interazione e scambio culturale costante”, formulando così il concetto di Ecumene globale. Con questo termine – che riprende la radice greca oikos (familiare, domestico) – laddove l’oikomene definiva i limiti del mondo conosciuto –, si è voluta esprime l'idea dell'interconnessione culturale e della definitiva unificazione-domestificazione del pianeta: 
(Hannerz 1992, p.283)
L'insieme di queste rappresentazioni convergono nel proporre un modello dinamico di rapporti tra flusso globale e realtà locali – in contrasto con quelli scenari catastrofici degli anti-globalismi. Gli antropologi constatano che l'appropriazione dei prodotti culturali cambia a seconda dei contesti e può contribuire a rinforzare la singolarità e le identità.

## Opere principali
- Soulside: Inquiries into Ghetto Culture and Community (1969)
- Caymanian Politics: Structure and Style in a Changing Island Society (1974)
- Exploring the City: Inquiries Toward an Urban Anthropology (1980) > Esplorare la città (Il Mulino, 1992)
- Cultural Complexity: Studies in the Social Organization of Meaning (1992) > Complessità culturale (Il Mulino, 1998)
- Transnational Connections: Culture, People, Places (1996) > La diversità culturale (Il Mulino, 2001)
- Anthropology's World: Life in a Twenty-First Century Discipline (2010) > Il mondo dell'antropologia (Il Mulino, 2012)